# قصعين أشعث الأزهار
قصعين أشعث الأزهار (الاسم العلمي:Salvia lasiantha) هو نوع من النباتات يتبع جنس القصعين من الفصيلة الشفوية.